# Silene fabaria
Silene fabaria là loài thực vật có hoa thuộc họ Cẩm chướng. Loài này được (L.) Sm. miêu tả khoa học đầu tiên năm 1809.